# Гермоген Прієнський
Гермоген Прієнський (III — II ст. до н. е.) — визначний давньогрецький архітектор часів еллінізму. Розквіт творчості у 220–190 роках до н. е.

## Життєпис
Народився в іонічному місті Прієна (Мала Азія). Спочатку м. Алабанда у Карії вважалася батьківщиною Гермогена. Втім на тепер за уточненими відомостями — це м. Приєна. Про творіння Герогена відомо з праці Вітрувія Десять книг про архітектуру.
У Гермогена було два визначних творіння — величний храм Артеміди у Магнесії-на Меандрі (Лідія). Його вважали одним з чудових храмів свого часу. За думками сучасників він був третім після храму в Дідімі та храму в Ефесі.
Іншим творіння був храм Діоніса у Теосі. Це був найбільший храм Діоніса в античному світі, тільки його платформа (стилобат) мала розмір 18,5 х 35 метрів.
Окрім цього Геромен надав опис необхідних параметрів храму, розміщення колон. Цей трактат став основою для формування нових принципів в архітектурі. Ним користувалися як елліністичні архітектори, так й давньоримські. Однак, цей твір не зберігся дотепер.